# Isabella Sforza (1503-1561)
Isabella Sforza (Mantova, 19 giugno 1503 – Roma, 22 gennaio 1561) è stata una letterata italiana.

## Biografia
Figlia naturale riconosciuta di Giovanni Sforza, signore di Pesaro, nacque a Mantova ed ebbe come madrina al battesimo Cecilia Gallerani, la donna ritratta da Leonardo da Vinci nella Dama con l'ermellino.
Alla morte di Galeazzo Sforza di Pesaro nel 1515, la vedova Ginevra Bentivoglio concesse a Isabella una rendita annuale. 
Si distinse nel 1526 come staffetta al servizio della sua famiglia contro gli imperiali che occupavano il Ducato di Milano
Spesso afflitta da problemi finanziari, visse parte della sua vita a Piacenza e nel 1548 ritornò a Pesaro, che lasciò nel 1550 per risiedere a Roma, dove morì il 22 gennaio 1561 all'età di 57 anni, sette mesi e tre giorni, come si evince dalla lapide a lei dedicata in San Giovanni in Laterano

## Matrimoni e discendenza
Isabella sposò il 18 agosto 1520 Cipriano Sernigi, ricco mercante fiorentino amico dei Medici, che morì assassinato da Ottaviano Lampugnani nel 1532 dopo una lite. La stessa Isabella fu brevemente detenuta con l'accusa di aver istigato l'assassinio del marito. Nel 1534 sposò in seconde nozze Francesco Carminati di Brembilla, figlio del conte Ludovico Carminati di Brembilla e della madrina Cecilia Gallerani, ma il matrimonio venne annullato a causa della loro parentela spirituale. Non si conoscono discendenti di Isabella.

## Opere

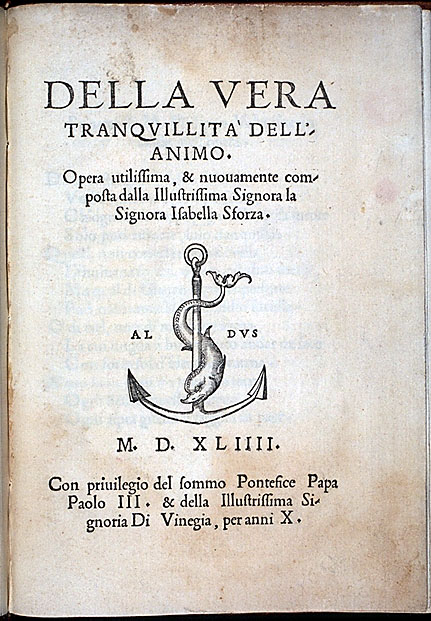
Isabella Sforza, Della vera tranquillità dell’animo, 1544

- Della vera tranquillità dell’animo, Venezia, 1544
- Lettere di molte valorose donne nelle quali chiaramente appare non esser né di eloquentia né di dottrina alli huomini inferiori, Venezia, 1548